# Elina Linna
Kaarina Elina Linna, född 8 februari 1947 i Finland, är en svensk politiker (vänsterpartist). Hon var ordinarie riksdagsledamot 2002–2010, invald för Södermanlands läns valkrets.

## Biografi
Linna är legitimerad sjuksköterska och har även varit yrkesverksam som vårdlärare. Hon är ursprungligen från Finland och flyttade till Sverige 1972. 
Före tiden i riksdagen var hon 1998–2002 landstingsråd i Sörmland.
Linna var ledamot av Sveriges riksdag 2002–2010. I riksdagen var hon Vänsterpartiets vice gruppledare 2006–2010. Hon var ledamot i socialutskottet 2002–2010 och ledamot Nordiska rådets svenska delegation 2004–2009. Linna var även suppleant i justitieutskottet och Nordiska rådets svenska delegation, samt deputerad i sammansatta utrikes- och socialutskottet.
Hon slutade som politiker efter 2010 men har senare varit ledamot i Statens medicinsk-etiska råd.
Hon innehade också posten som ordförande i Föreningen Nyköpings Folkhögskolas styrelse åren 2010–2015. År 2011 valdes hon in som ersättare i Rörelsefolkhögskolornas intresseorganisations styrelse och två senare till ordinarie. Hon lämnade även det uppdraget 2015.